# Rodrigo Yáñez Benítez
Rodrigo Alejandro Yáñez Benítez (Antofagasta, 16 de octubre de 1979) es un abogado y político chileno. Entre el 1 de julio de 2019 y el 11 de marzo de 2022 ejerció como subsecretario de Relaciones Económicas Internacionales en el segundo mandato del presidente Sebastián Piñera.

## Familia y estudios
Nacido en Antofagasta, es hijo de Luis Alejandro Yáñez García y su esposa Maritza Isabel Benítez Gajardo. Egresó como abogado de la Pontificia Universidad Católica de Chile (PUC) y obtuvo un magíster en regulación en el London School of Economics and Political Science (LSE).

## Carrera política
Durante el primer gobierno de Sebastián Piñera, se desempeñó como asesor internacional y de temas regulatorios de la presidencia de la República, donde entre otras responsabilidades desarrolló propuestas en materias de política exterior y supervisó la implementación de iniciativas de políticas públicas de diferentes ministerios.
Entre 2012 y 2014 fue miembro de la Agencia Chilena de Cooperación Internacional para el Desarrollo (ACHIPIA). Luego, entre 2013 y 2014 fue miembro del Consejo del Sistema de Empresas Públicas (SEP). Asimismo, desde 2014 hasta 2018 fue miembro del Panel de Concesiones de Obras Públicas.
Ejerció desde 2015 como director de servicios financieros de Deloitte Chile donde lideró las líneas de servicios en inteligencia de negocios, anticorrupción, cumplimiento y regulatorio, siendo reconocido en la versión 2018 de la guía Chambers and Partners Latin America —que identifica a los mejores estudios y abogados de la región— por su destacada labor en el área de cumplimiento.
El 11 de marzo de 2018 bajo el segundo gobierno de Sebastián Piñera, asumió la entonces Dirección de Relaciones Económicas Internacionales (Direcon). El 1 de julio de 2019 fue renombrado como subsecretario de Relaciones Económicas Internacionales, en la nueva Subsecretaría.